# Queen on Fire – Live at the Bowl
| 전문가 평가 | 전문가 평가 |
| 평가 점수   | 평가 점수   |
| 출처        | 점수        |
| ----------- | ----------- |
| BBC         | (Positive)  |
| Allmusic    | [ 2 ]       |

《Queen on Fire – Live at the Bowl》는 2004년 10월 25일 유럽에서, 그리고 2004년 11월 9일에 미국에서 발매된 영국의 록 밴드 퀸의 라이브 음반/DVD이다. 1982년 6월 5일 영국 버킹엄셔주 밀턴킨스 볼에서 열린 Hot Space Tour 중 생방송으로 녹음되었다. 밴드 인터뷰와 투어 하이라이트 등 공연과 보너스 자료의 완성도 높은 DVD도 발매되었다.
2005년에는 LP로도 발매되었고, 영국에서 CD는 CD와 DVD 차트에서 각각 20번과 DVD 1번을 만들었고, 미국에서는 음반도 DVD도 차트화되지 않았다.

## 배경
콘서트 동안, 리드 기타리스트 브라이언 메이는 집에서 만든 레드 스페셜 기타에 몇 가지 사소한 문제가 있었다. 〈We Will Rock You〉와 〈Dragon Attack〉의 빠른 버전 동안 두 줄이 모두 끊어졌고, 그는 〈Action This Day〉의 대부분과 〈Dragon Attack〉의 후반부 전체와 〈Now I'm Here (Reprise)〉의 전체 기간 동안 버치 레드 스페셜 백업으로 변경해야 했다.
〈Love of My Life〉를 연주하기 전, 메이는 〈Las Palabras de Amor〉의 도입부의 일부를 "조금 장난"이라고 불렀다.
5월의 기타 솔로 동안, 그의 기타 픽업 스위치는 꺼졌고, 메이의 기타 솔로는 20초 동안 멈추었다(20초 전체는 DVD에 있지만, 공연의 음반 버전은 3초만 포함되어 있다). 그의 기타 기술인 브라이언 젤리스는 스위치를 다시 켜서 메이가 기타를 다시 작동하도록 도왔다.
드러머 로저 테일러와 베이시스트 존 디콘은 〈Dragon Attack〉과 〈Under Pressure〉 전에 각각 즉흥 솔로를 연주했고, 메이는 〈Dragon Attack〉 중 기타를 교체하고 솔로에 이어 기타를 고치고 있었다.
〈Fat Bottomed Girls〉 동안 프레디 머큐리의 목소리는 가사 "in this locality"(원래 BBC TV, 채널 4, MTV, 청중 녹음, 콘서트의 라디오 방송에서 원래 오류를 들을 수 있음) 동안 아주 잠깐 동안 오프키 가성으로 미끄러졌지만 DVD와 CD의 발매에 대한 오류는 수정되었다.

## 곡 목록
| #   | 제목                        | 작사·작곡     | 재생 시간 |
| --- | --------------------------- | ------------- | --------- |
| 1.  | 〈Flash〉                   | 브라이언 메이 | 1:54      |
| 2.  | 〈The Hero〉                | 메이          | 1:44      |
| 3.  | 〈We Will Rock You (Fast)〉 | 메이          | 3:17      |
| 4.  | 〈Action This Day〉         | 로저 테일러   | 4:52      |
| 5.  | 〈Play the Game〉           | 프레디 머큐리 | 4:30      |
| 6.  | 〈Staying Power〉           | 머큐리        | 4:03      |
| 7.  | 〈Somebody to Love〉        | 머큐리        | 7:53      |
| 8.  | 〈Now I'm Here〉            | 메이          | 6:18      |
| 9.  | 〈Dragon Attack〉           | 메이          | 4:16      |
| 10. | 〈Now I'm Here (Reprise)〉  | 메이          | 2:21      |
| 11. | 〈Love of My Life〉         | 머큐리        | 4:22      |
| 12. | 〈Save Me〉                 | 메이          | 4:00      |
| 13. | 〈Back Chat〉               | 존 디콘       | 5:00      |

| #   | 제목                               | 작사·작곡                                 | 재생 시간 |
| --- | ---------------------------------- | ----------------------------------------- | --------- |
| 1.  | 〈Get Down, Make Love〉            | 머큐리                                    | 3:39      |
| 2.  | 〈Brighton Rock〉                  | 메이                                      | 6:22      |
| 3.  | 〈Under Pressure〉                 | 머큐리, 메이, 테일러, 디콘, 데이비드 보위 | 3:47      |
| 4.  | 〈Fat Bottomed Girls〉             | 메이                                      | 5:25      |
| 5.  | 〈Crazy Little Thing Called Love〉 | 머큐리                                    | 4:15      |
| 6.  | 〈Bohemian Rhapsody〉              | 머큐리                                    | 5:38      |
| 7.  | 〈Tie Your Mother Down〉           | 메이                                      | 4:09      |
| 8.  | 〈Another One Bites the Dust〉     | 디콘                                      | 3:49      |
| 9.  | 〈Sheer Heart Attack〉             | 테일러                                    | 3:25      |
| 10. | 〈We Will Rock You〉               | 메이                                      | 2:08      |
| 11. | 〈We Are the Champions〉           | 머큐리                                    | 3:28      |
| 12. | 〈God Save the Queen〉             | 민요, 메이 (편곡)                         | 1:24      |

### 인증

#### 음반
| 국가                         | 인증     | 판매량/출하량 |
| ---------------------------- | -------- | ------------- |
| 오스트리아 (IFPI 오스트리아) | 골드     | 15,000*       |
| 독일 (BVMI)                  | 플래티넘 | 200,000^      |
| 영국 (BPI)                   | 골드     | 100,000^      |
| ^출하량을 기반으로 한 인증   |          |               |

#### DVD
| 국가                                                  | 인증        | 판매량/출하량 |
| ----------------------------------------------------- | ----------- | ------------- |
| 아르헨티나 (CAPIF)                                    | 플래티넘    | 8,000^        |
| 오스트레일리아 (ARIA)                                 | 3× 플래티넘 | 45,000^       |
| 오스트리아 (IFPI 오스트리아)                          | 골드        | 5,000*        |
| 프랑스 (SNEP)                                         | 3× 플래티넘 | 60,000*       |
| 독일 (BVMI)                                           | 5× 골드     | 125,000^      |
| 멕시코 (AMPROFON)                                     | 골드        | 10,000^       |
| 스위스 (IFPI 스위스)                                  | 골드        | 3,000^        |
| 영국 (BPI)                                            | 3× 플래티넘 | 150,000^      |
| 미국 (RIAA)                                           | 플래티넘    | 100,000^      |
| *판매량을 기반으로 한 인증 ^출하량을 기반으로 한 인증 |             |               |